# Linh dương đầu bò xanh
Linh dương đầu bò xanh (tiếng Anh: blue wildebeest; danh pháp hai phần: Connochaetes taurinus), cũng được gọi là linh dương đầu bò thông thường (common wildebeest), linh dương đầu bò râu trắng (white-bearded wildebeest) hoặc linh dương đầu bò nâu đốm (brindled gnu), là một loài linh dương lớn và là một trong hai loài linh dương đầu bò (wildebeest). Loài này được xếp vào chi Connochaetes, họ Bovidae và có mối quan hệ chặt chẽ với linh dương đầu bò đen. Linh dương đầu bò xanh có 5 phân loài. Loài này có bờ vai rộng vạm vỡ, diện mạo nặng mặt tiền, cùng chiếc mõm đặc biệt chắc khỏe. Lông linh dương non khi sinh ra có màu vàng nâu, bắt đầu chuyển màu trưởng thành khi đạt 2 tháng tuổi. Màu sắc lớp lông khi trưởng thành có phạm vi từ màu đá phiến sẫm hoặc xám xanh đến xám nhạt hay thậm chí nâu xám. Cả hai giới sở hữu cặp sừng rộng và cong.
Linh dương đầu bò xanh là loài ăn cỏ, chủ yếu tìm ăn cỏ thấp. Đàn linh dương di chuyển theo nhóm rời rạc, chúng chạy nhanh và khả năng cảnh giác cực kỳ cao. Mùa giao phối bắt đầu vào cuối mùa mưa và một con non đơn lẻ được sinh ra sau thai kỳ khoảng 8 tháng rưỡi. Con non vẫn còn ở với mẹ trong 8 tháng, sau thời gian đó nó tham gia vào đàn linh dương non. Linh dương đầu bò xanh sinh sống trên đồng bằng cỏ thấp giáp ranh trảng cỏ có cây keo bao phủ thành bụi rậm tại miền nam và đông châu Phi, phát triển mạnh tại khu vực không quá ẩm ướt cũng không quá khô cằn. Mỗi năm, ba quần thể linh dương đầu bò xanh tại Đông Phi tham gia hành trình di cư đường dài, thời gian ước tính trùng với lượng mưa hằng năm và lượng cỏ mọc trên đồng bằng cỏ thấp. Chúng tìm đến nơi có nguồn cỏ giàu dinh dưỡng cần thiết cho quá trình tiết sữa và cho con non phát triển.
Linh dương đầu bò xanh là loài bản địa tại Angola, Botswana, Eswatini, Kenya, Mozambique, Nam Phi, Tanzania, Zambia và Zimbabwe. Ngày nay, loài này đã tuyệt chủng ở Malawi, nhưng được tái nhập thành công tại Namibia. Phạm vi phân bố của linh dương đầu bò xanh có giới hạn phía nam đến sông Orange, còn giới hạn phía tây giáp hồ Victoria và núi Kenya. Loài linh dương này khá phổ biến, đang được du nhập đến nhiều trang trại tư nhân, khu dự trữ và khu bảo tồn. Do đó, IUCN xếp linh dương đầu bò xanh là loài ít quan tâm. Số lượng ước tính được khoảng 1,5 triệu và xu hướng quần thể ổn định.

## Phân loại và đặt tên
Linh dương đầu bò xanh được nhà tự nhiên học người Anh William John Burchell mô tả lần đầu vào năm 1823. Ông đặt danh pháp hai phần là Connochaetes taurinus. Loài này được xếp vào chi Connochaetes cùng với linh dương đầu bò đen (C. gnou), là động vật nhai lại có móng guốc chẵn. Danh pháp Connochaetes bắt nguồn theo từ ngữ trong tiếng Hy Lạp, κόννος, kónnos, "râu", cùng với χαίτη, khaítē, "lông rủ dài", "bờm". Danh pháp taurinus cũng khởi nguồn theo tiếng Hy Lạp, tauros, có nghĩa là bò đực hoặc bò thiến. Tên thường gọi "linh dương đầu bò xanh" (blue wildebeest) dựa theo bộ lông óng ánh xanh bạc dễ nhận ra, trong khi tên thay thế "gnu" bắt nguồn từ cách gọi của người Khokloi dành cho loài vật này, một tộc người chăn thả bản địa tại tây nam châu Phi.
Mặc dù linh dương đầu bò xanh hiện được xếp vào cùng một chi với linh dương đầu bò đen, nhưng trước đây chúng được xếp vào một chi riêng biệt, Gorgon. Nghiên cứu về nhiễm sắc thể nguyên phân và DNA ty thể được thực hiện nhằm tìm hiểu thêm về mối quan hệ tiến hóa giữa hai loài, phát hiện rằng cả hai có quan hệ phát sinh loài chặt chẽ và đã tách ra khoảng 1 triệu năm trước đây.

### Phân loài
C. taurinus có 5 phân loài:
- C. t. taurinus (Burchell, 1823)ː linh dương đầu bò xanh, linh dương đầu bò thông thường hoặc linh dương đầu bò nâu đốm) sinh sống ở miền nam châu Phi. Phạm vi kéo dài từ Namibia và Nam Phi đến Mozambique (phía bắc sông Orange) và từ phía tây nam Zambia (phía nam sông Zambezi) đến miền nam Angola.
- C. t. johnstoni (Sclater, 1896)ː linh dương đầu bò Nyassaland, sinh sống từ Mozambique (phía bắc sông Zambezi) đến đông-trung Tanzania. Phân loài này đã tuyệt chủng tại Malawi.
- C. t. albojubatus (Thomas, 1912)ː linh dương đầu bò râu trắng miền đông, sinh sống tại thung lũng Gregory (phía nam xích đạo). Phạm vi kéo dài từ phía bắc Tanzania đến miền trung Kenya.
- C. t. mearnsi (Heller, 1913)ː linh dương đầu bò râu trắng miền tây), phân bố tại miền bắc Tanzania và miền nam Kenya. Phạm vi kéo dài từ phía tây thung lũng Gregory đến vịnh Speke tại hồ Victoria.
- C. t. cooksoni (Blaine, 1914)ː linh dương đầu bò Cookson, giới hạn đến thung lũng Luangwa ở Zambia. Đôi khi, phân loài này có thể đi lang thang vào vùng cao nguyên miền trung Malawi.

Ngoài ra, diện mạo đặc biệt của một dạng miền tây, sống trải dài từ Kalahari đến miền trung Zambia, được đề xuất phân loài mattosi (Blaine, 1825) có thể tỏ ra phân biệt với phân loài taurinus. Dạng miền tây có thể được nhận ra ngay cả ở khoảng cách xa nhờ bờm dựng đứng, râu dài và đốm nâu rất nhỏ.

### Lai giống
Linh dương đầu bò xanh được biết đến là có thể lai ghép với linh dương đầu bò đen. Sự khác biệt về hành vi xã hội lẫn môi trường sống đã ngăn cản giao phối giữa hai loài trong lịch sử. Tuy nhiên, điều này vẫn có thể xảy ra khi cả hai loài được giới hạn cùng khu vực, con lai thường tốt giống. Một nghiên cứu về vật lai tại khu dự trữ sinh quyển đập nước Spioenkop ở Nam Phi phát hiện nhiều bất thường bẩm sinh liên quan đến răng, sừng và xương khớp nối trong của hộp sọ. Một nghiên cứu khác báo cáo sự gia tăng kích thước con lai so với một trong hai bố mẹ của nó. Ở một số con vật lai, xương khoang thính giác bị biến dạng cao và những bộ phận khác như xương quay, xương trụ được hợp nhất.

## Di truyền và tiến hóa
Số lượng nhiễm sắc thể lưỡng bội của linh dương đầu bò xanh là 58. Nhiễm sắc thể được nghiên cứu ở cả con đực và con cái. Ở linh dương cái, tất cả nhiễm sắc thể, ngoại trừ một cặp hạ khuynh tâm khá lớn tìm được đều là thể nhiễm sắc dạng que. Kỳ giữa nghiên cứu được trong nhiễm sắc thể linh dương đực, cũng tìm ra nhiễm sắc thể hạ khuynh tâm khá lớn, tương tự như linh dương cái cả về kích thước lẫn hình thái, số còn lại là nhiễm sắc dạng que. Nhiễm sắc thể X có dạng que lớn trong khi nhiễm sắc thể Y khá nhỏ.
Linh dương đầu bò xanh dường như tiến hóa khoảng 2,5 triệu năm trước. Linh dương đầu bò đen được cho là tách ra từ loài này để trở thành một loài riêng biệt khoảng 1 triệu năm trước, vào khoảng giai đoạn giữa đến cuối thế Pleistocene. Bằng chứng hóa thạch cho biết linh dương đầu bò xanh từng khá phổ biến tại cái nôi của nhân loại trong quá khứ. Ngoài Đông Phi, hóa thạch còn được phát hiện ở Elandsfontein, Cornelia và Florisbad.

## Mô tả

### Kích thước và tuổi thọ

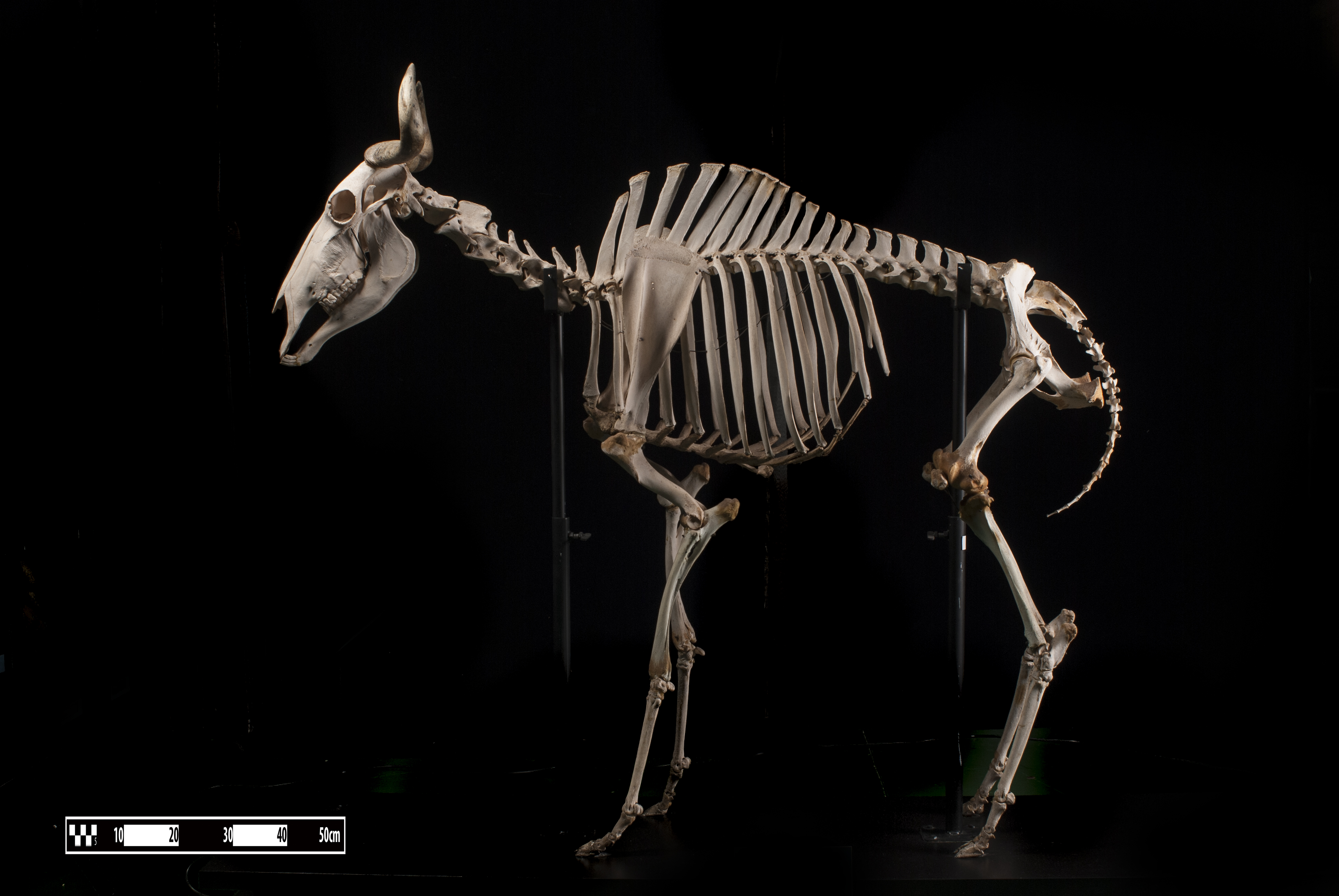
Một bộ xương được chụp tại Bảo tàng Giải phẫu Thú y FMVZ USP, São Paulo, Brazil

Linh dương đầu bò xanh thể hiện đặc điểm dị hình giới tính. Con đực có kích thước lớn hơn và lông sẫm màu hơn so với con cái. Linh dương đầu bò xanh có chiều dài từ đầu đến hết thân thường đạt khoảng 170–240 cm (67–94 in). Chiều cao trung bình khoảng 115–145 cm (45–57 in). Linh dương đực nặng từ 165 đến 290 kg (364 đến 639 lb), linh dương cái nặng từ 140 đến 260 kg (310 đến 570 lb). Điểm nổi bật ở chiếc đuôi dài, đen, khoảng 60–100 cm (24–39 in). Tất cả đặc điểm và dấu hiệu của loài này là đối xứng song phương cho cả hai giới. Tuổi thọ trung bình đạt khoảng 20 năm trong tự nhiên và 21 năm trong môi trường nuôi nhốt. Cá thể già nhất từng được nuôi nhốt sống khoảng 24,3 năm.

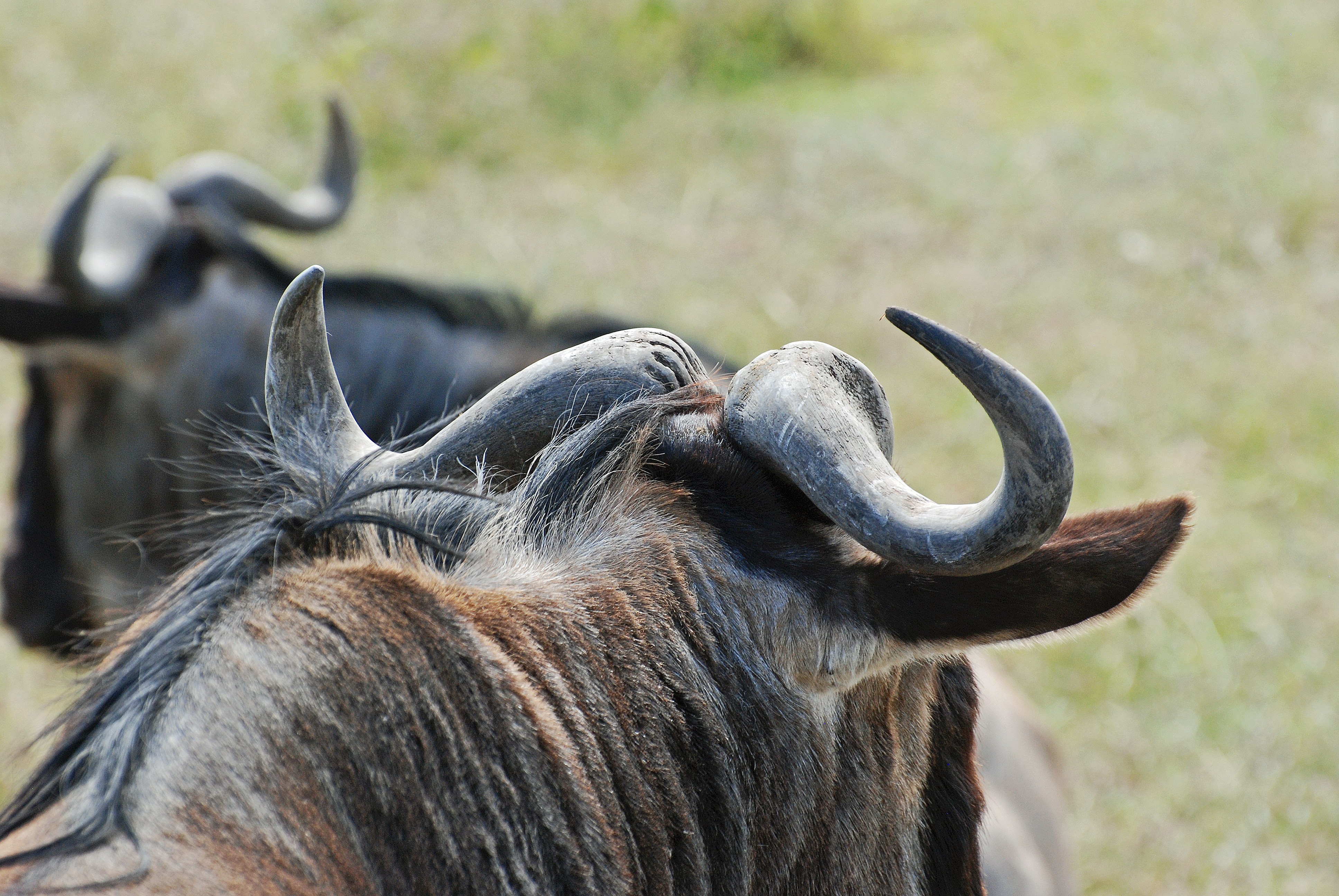
Cận cảnh cặp sừng

### Màu sắc
Linh dương đầu bò xanh có bờ vai rộng vạm vỡ, diện mạo nặng mặt tiền, cùng chiếc mõm đặc biệt chắc khỏe. Linh dương non khi sinh có màu nâu vàng, bắt đầu chuyển màu trưởng thành khi đạt 2 tháng tuổi. Phạm vi màu sắc bộ lông khi trưởng thành từ màu đá phiến sẫm hoặc xám xanh đến xám nhạt hoặc thậm chí nâu xám. Lưng và sườn sáng màu hơn so với bề mặt bụng và phần dưới bụng. Vạch sọc dọc, nâu sẫm đánh dấu khu vực giữa cổ và mặt sau lồng ngực, do đó chúng còn có tên "brindled gnu" (linh dương đầu bò nâu đốm). Lông bờm của cả hai giới đều dài, cứng, dày, đen tuyền, trùng màu đuôi và gương mặt. Trong khi bờm của 2 phân loài linh dương đầu bò râu trắng miền tây và miền đông rủ thẳng xuống, còn 2 phân loài linh dương đầu bò Nyassaland và linh dương đầu bò thông thường lại có bờm nhô lên. Tuyến mùi hương, nơi tiết ra chất dầu trong suốt, xuất hiện ở bàn chân trước, ở con đực lớn hơn so với con cái.
Dựa theo giới hạn chiều dài hộp sọ, phân loài nhỏ nhất của loài này là linh dương đầu bò râu trắng miền tây, đây cũng là phân loài sẫm màu nhất. Phân loài râu trắng miền đông có màu sáng nhất. Cả hai phân loài này đều sở hữu bộ râu trắng kem, nhưng ngược lại ở cả hai phân loài Nyassaland và phân loài thông thường lại sở hữu bộ râu đen. Phần mõm dài nhất ở phân loài linh dương đầu bò Nyassaland, ngắn nhất ở cá thể cái thuộc phân loài râu trắng miền tây.

### Sừng
Cả hai giới đều có cặp sừng lớn, hình dạng giống dấu ngoặc đơn. Sừng căng rộng ra mỗi bên, hướng ra ngoài, sau đó uốn cong lên trên rồi hướng vào trong. Ở linh dương đực, sừng có thể dài 83 cm (33 in), còn sừng linh dương cái dài 30–40 cm (12–16 in). Mặc dù là một loài linh dương nhưng linh dương đầu bò xanh mang nhiều đặc điểm khác nhau của trâu bò. Ví dụ, cặp sừng giống như trâu rừng châu Phi cái. Hơn nữa, thân hình nặng nề và một phần tư thân trước lớn không cân xứng khiến chúng có hình dạng như con bò.

## Sinh thái và hành vi

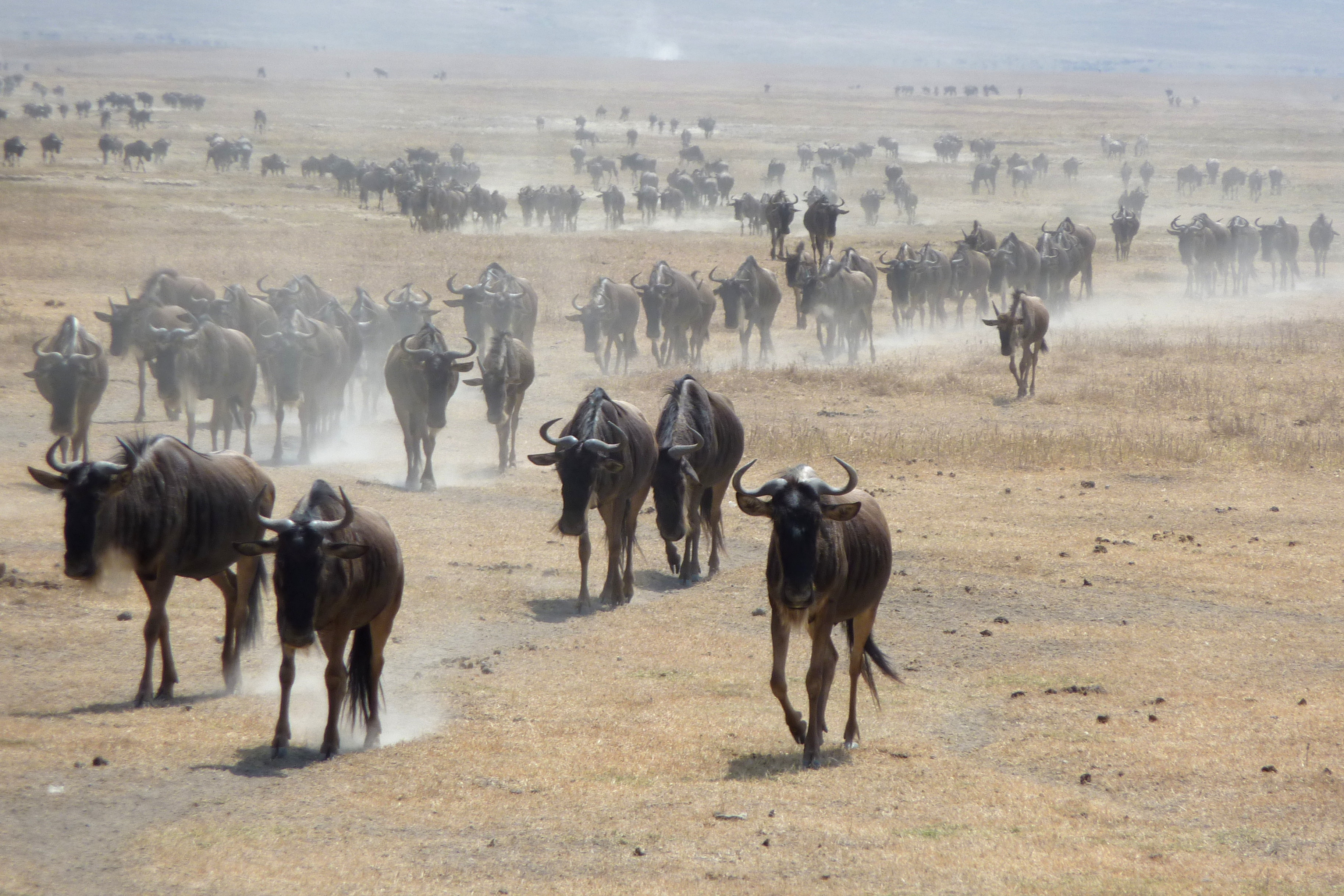
Đàn linh dương di chuyển theo số lượng lớn

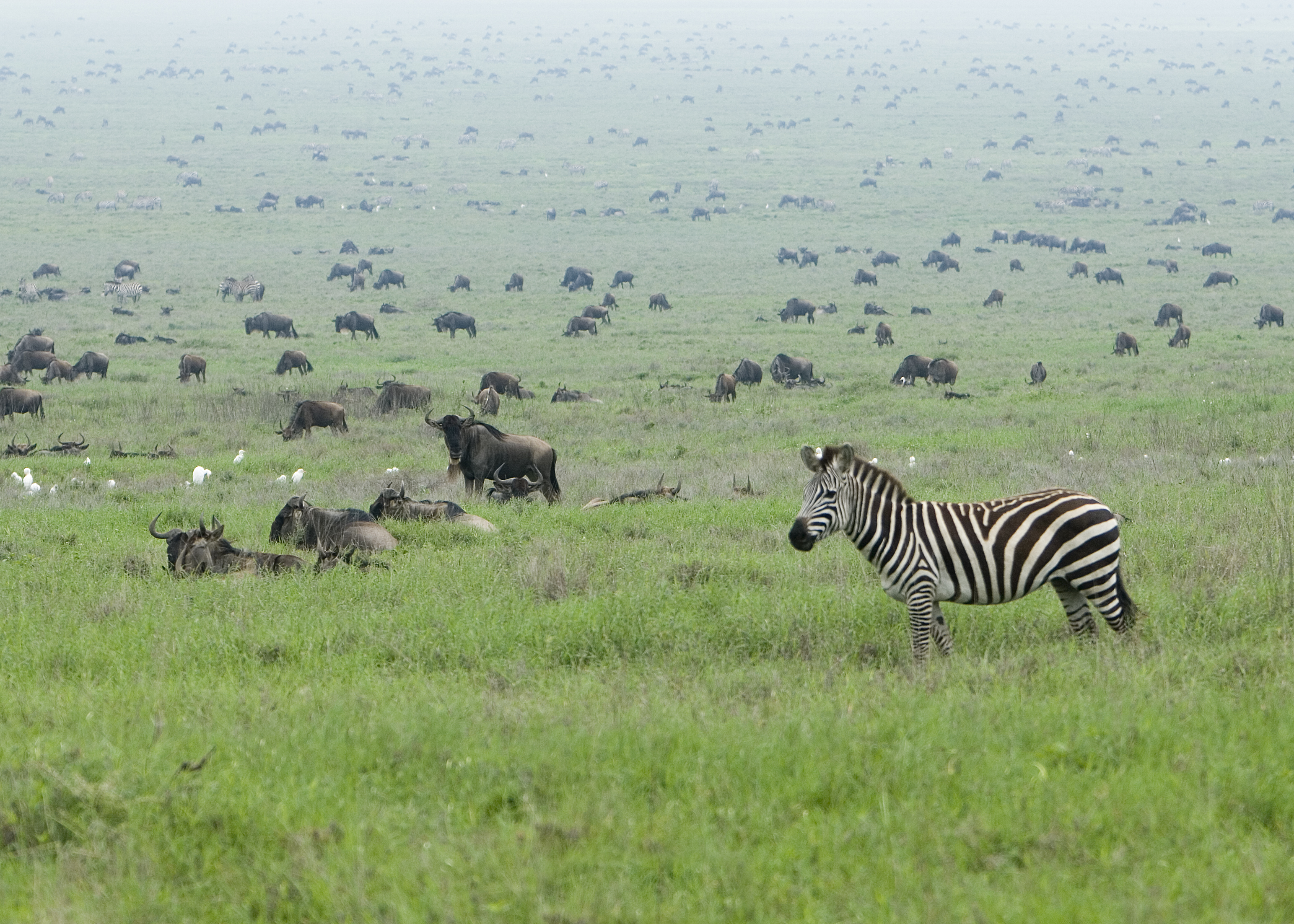
Đàn linh dương cùng ngựa vằn đang gặm cỏ

Linh dương đầu bò xanh chủ yếu hoạt động vào buổi sáng và chiều tối. Thời giờ nóng nhất trong ngày được dành nghỉ ngơi. Là loài vật cực kỳ nhanh nhẹn và cảnh giác, có thể chạy với tốc độ lên đến 80 km/h (50 mph), vẫy đuôi hay hất đầu. Một phân tích hoạt động của linh dương đầu bò xanh tại Serengeti cho biết loài này dành hơn một nửa tổng thời gian để nghỉ ngơi, 33% để gặm cỏ, 12% cho di chuyển (chủ yếu đi bộ) và một ít dành cho tương tác xã hội. Tuy nhiên, cũng có sự thay đổi giữa độ tuổi và nhóm giới tính khác nhau.
Linh dương đầu bò thường nghỉ ngơi gần những con khác cùng loài và di chuyển theo từng nhóm rời rạc. Con đực lập thành đàn đơn thân, chúng có thể phân biệt với nhóm chưa trưởng thành bằng mức độ hoạt động thấp hơn và khoảng cách giữa các cá thể. Khoảng 90% con non đực tham gia đàn đơn thân trước khi mùa giao phối đến. Linh dương đực chiếm lãnh thổ khi đạt 4 hoặc 5 năm tuổi, chúng trở nên rất ồn ào (đáng kể nhất ở linh dương đầu bò râu trắng miền tây) và năng động. Con đực chịu khó tương tác chặt chẽ với nhau và 1 km2 (0,39 dặm vuông Anh) đồng bằng có thể chứa 270 con đực. Hầu hết lãnh thổ có tính tạm thời, ít hơn một nửa số linh dương đực giữ lãnh thổ lâu dài. Nhìn chung, linh dương đầu bò xanh nghỉ ngơi theo nhóm từ vài đến hàng nghìn con vào ban đêm, với khoảng cách tối thiểu 1–2 m (3,3–6,6 ft) giữa các cá thể (mặc dù linh dương mẹ và con non có thể vẫn tiếp xúc nhau). Chúng là con mồi chính của sư tử, linh cẩu đốm, báo hoa mai, báo gêpa, chó hoang châu Phi và cá sấu.
Linh dương non cái sẽ ở với mẹ chúng và liên kết với con cái khác của đàn trong suốt vòng đời của chúng. Cá thể cái trong đàn có nhiều độ tuổi, từ con non đến con già nhất. Vào mùa mưa, linh dương cái thường dẫn đàn đến những vùng cỏ giàu dinh dưỡng và khu vực có thể tránh được loài săn mồi. Điều này nhằm đảm bảo cho linh dương sơ sinh có cơ hội sống sót cao nhất cũng như giúp chúng tiết ra lượng sữa dinh dưỡng nhất.
Linh dương đực đánh dấu ranh giới lãnh thổ bằng đống phân, chất tiết ra từ tuyến mùi hương và một số hành vi nhất định. Ngôn ngữ cơ thể được con đực chiếm lãnh thổ sử dụng gồm có đứng lên theo tư thế thẳng đứng, dậm chân lên đất, húc sừng, đại tiện thường xuyên, lăn và gầm rống, phát ra âm thanh "ga-noo". Khi tranh giành lãnh thổ, con đực gào rống inh ỏi, dậm đất, húc sừng bạo liệt và thực hiện các hành động gây hấn khác.

### Chế độ ăn uống
Linh dương đầu bò xanh là loài loài ăn cỏ, chủ yếu ăn cỏ thấp thường mọc trên đất có ánh sáng và đất kiềm tìm được trên trảng cỏ và đồng bằng. Chiếc mõm rộng của con vật thích hợp để ăn lượng lớn cỏ thấp và kiếm ăn cả ngày lẫn đêm. Khi cỏ khan hiếm, chúng cũng ăn tán lá cây bụi hay cây gỗ. Linh dương đầu bò thường kết hợp với ngựa vằn đồng bằng, ngựa ăn lớp cỏ bên trên, ít dinh dưỡng, để lộ ra lớp cỏ bên dưới, xanh hơn mà chúng yêu thích. Bất cứ khi nào có thể, linh dương đầu bò thích uống nước hai lần mỗi ngày. Do nhu cầu thường xuyên đối với nước, chúng thường sống trên đồng cỏ ẩm và khu vực có sẵn nguồn nước. Linh dương đầu bò xanh uống từ 9 đến 12 lít nước cứ sau một đến hai ngày. Mặc dù vậy, chúng vẫn có thể tồn tại trên hoang mạc Kalahari khô cằn, tại đây chúng hút đủ nước từ quả dưa, rễ hay củ trữ nước.
Theo một nghiên cứu về tập tính ăn uống của linh dương đầu bò, chúng thường tìm ăn ba loại cỏ chiếm ưu thế của khu vực, cụ thể là: Themeda triandra, Digitaria macroblephara và Penisetum mezianum. Thời gian dành cho gặm cỏ tăng khoảng 100% trong suốt mùa khô. Mặc dù lựa chọn chế độ ăn uống vẫn như nhau trong cả mùa khô lẫn mùa mưa nhưng linh dương đều chọn lọc hơn vào thời gian sau đó.

### Sinh sản

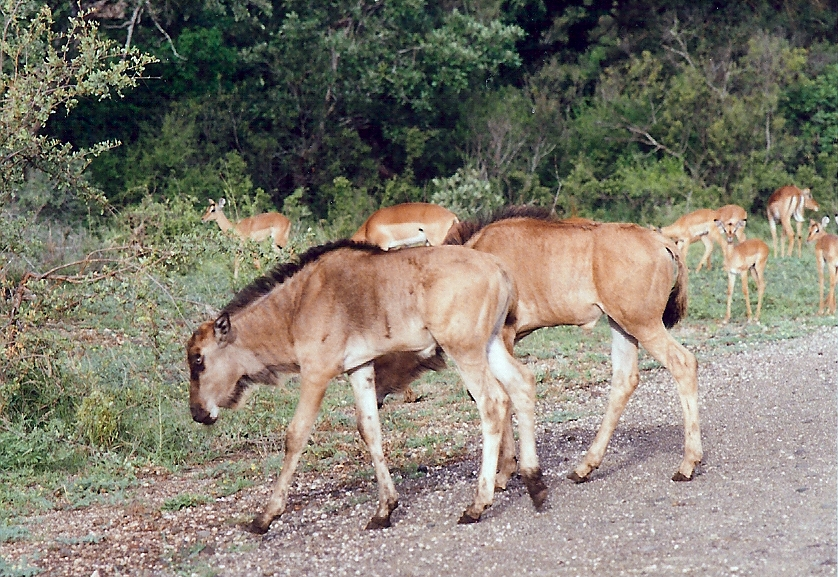
Linh dương non khoảng vài tháng tuổi tại công viên quốc gia Kruger, Nam Phi

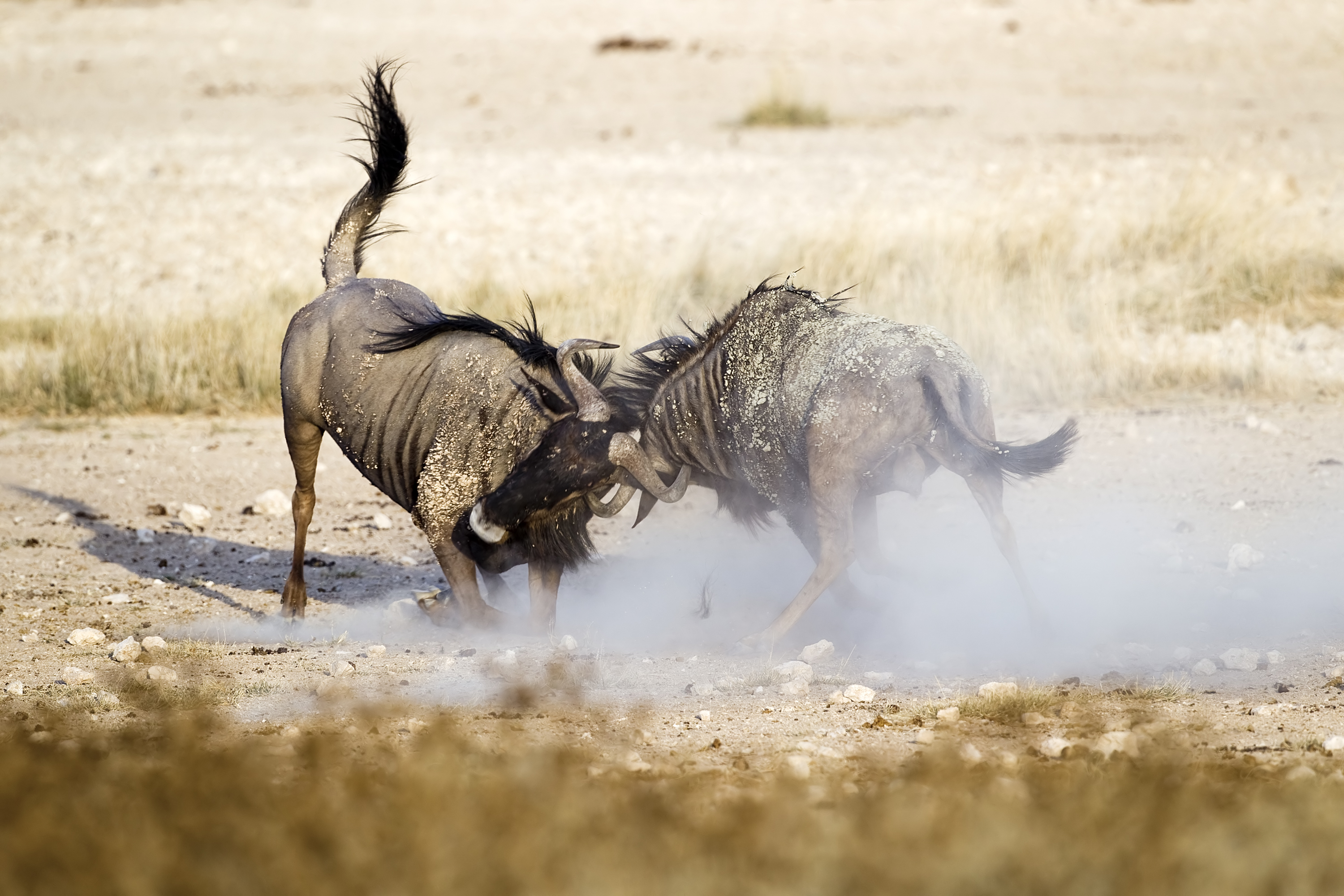
Hai con linh dương đầu bò xanh đực đấu sừng để giành ưu thế

Linh dương đực thành thục khoảng 2 năm tuổi trong khi linh dương cái có thể thụ thai khi đạt 16 tháng tuổi nếu được nuôi dưỡng đầy đủ. Tuy nhiên, hầu hết linh dương cái không bắt đầu sinh sản đến tận một năm sau đó. Mùa giao phối, kéo dài trong khoảng 3 tuần, trùng thời điểm cuối mùa mưa. Điều này có nghĩa con vật đang ở trong điều kiện tốt, gặm cỏ non giàu dinh dưỡng. Tỷ lệ thụ thai thường cao đến 95%. Mùa giao phối, hay động dục, thường bắt đầu vào đêm trăng tròn, chứng tỏ chu kỳ mặt trăng ảnh hưởng đến sinh sản. Tại thời điểm này, testosterone trong linh dương đực sản sinh ra ở mức đỉnh điểm, dẫn đến gia tăng hành vi kêu rống và chiếm lãnh thổ. Hoạt động hưng phấn tình dục của con đực cũng có thể kích thích con cái đi vào chu kỳ động dục.
Khi khoanh vùng lãnh thổ và tranh giành linh dương cái, linh dương đực biểu hiện sự ganh đua. Khi đụng độ, chúng đối mặt với nhau, khuỵu đầu gối và húc sừng vào nhau. Hành vi phô bày cá nhân chi tiết được thực hiện xuyên suốt cuộc chạm trán. Chúng có thể gào rống, khịt mũi và cắm sừng xuống mặt đất. Sau khi quyền thống trị được thiết lập, mỗi con đực cố gắng thu hút con cái vào lãnh thổ của mình. Trong cuộc tán tỉnh, linh dương đực thường tiểu tiện, căng cơ nhẹ và sớm cố gắng gắn kết với con cái. Một con cái chấp nhận sẽ vẫy đuôi sang một bên, đứng yên khi giao phối diễn ra. Giao phối có thể lặp lại nhiều lần, có thể diễn ra hai lần hoặc nhiều lần trong vòng một phút. Con đực không ăn cũng không nghỉ khi một con cái hiện diện trong lãnh thổ của mình. Trong thời gian này, linh dương cái gần gũi với con đực, thường dụi đầu vào thân và ngửi dương vật con đực. Khi vào mùa, một con cái có thể viếng thăm vài vùng lãnh thổ và giao phối với vài con đực khác nhau.
Thai kỳ khoảng 8 tháng rưỡi, khoảng 80 đến 90% linh dương non được sinh ra trong khoảng thời gian 3 tuần. Linh dương cái thường sinh con giữa một đàn hơn là đứng một mình, thường vào giữa ngày. Điều này cho phép linh dương sơ sinh đủ thời gian đứng vững chân trước khi màn đêm buông xuống, tránh thú săn mồi hoạt động. Linh dương con nặng khoảng 19 kg (42 lb) khi sinh, thường có thể tự đứng trong vòng vài phút sau khi chào đời. Để tránh khỏi thú săn thịt, con non vẫn gần gũi với linh dương mẹ trong thời gian đáng kể, có thể tiếp tục bú sữa cho đến khi con non năm sau gần được sinh ra. Con non đực rời mẹ sau 8 tháng tuổi và tạo thành đàn với những con non đực khác. Trong đàn linh dương cái lớn, 80% linh dương non sống sót sau tháng đầu tiên, so với tỷ lệ sống sót 50% ở đàn nhỏ hơn.

### Bệnh tật và ký sinh trùng
Dịch tả trâu bò có lẽ là căn bệnh nghiêm trọng nhất mà linh dương đầu bò nhiễm phải. Chúng cũng dễ bị lở mồm long móng, bệnh than, ghẻ lở hay hoại tử móng guốc. Virus herpes lần đầu tiên được nhà khoa học thú y Walter Plowright phân lập từ linh dương đầu bò xanh vào năm 1960. Mặc dù nguyên nhân tử vong thay đổi theo từng năm, nhưng trong một đợt hạn hán ở Botswana, linh dương cái già và con non đều có khả năng tử vong cao nhất. Vào một dịp khác, ước tính rằng 47% ca tử vong do bệnh tật, 37% do bị ăn thịt, còn lại do kết quả tai nạn.
Linh dương đầu bò có thể là vật chủ cho vài loại ký sinh trùng khác nhau. Trong một nghiên cứu, linh dương đầu bò xanh được phát hiện là vật chủ của 13 loài giun tròn, một loài sán lá, ấu trùng của năm loài ruồi nhặng, ba loài chấy rận, bảy loài ve bọ, một loài ve bét và ấu trùng của một loài giun hình lưỡi. Trong số này, hầu hết phổ biến hơn ở vài thời điểm trong năm so với số khác. Nhìn chung, ấu trùng Gedoelstica và Oestrus ký sinh ở khoang mũi và khoang hô hấp của linh dương đầu bò xanh, đôi khi còn di chuyển lên não. So với một số loài trâu bò khác, linh dương đầu bò xanh có khả năng kháng nhiễm được vài loài ve bọ gây hại.

## Phân bố và môi trường sống
Linh dương đầu bò xanh có nguồn gốc từ Kenya, Tanzania, Botswana, Zambia, Zimbabwe, Mozambique, Nam Phi, Eswatini và Angola. Hiện nay, loài đã tuyệt chủng tại Malawi nhưng đã được tái nhập thành công vào Namibia.
Linh dương đầu bò xanh chủ yếu sinh sống ở vùng đồng bằng cỏ thấp giáp ranh với trảng cỏ mọc nhiều bụi keo ở miền nam và đông châu Phi, phát triển mạnh tại khu vực không quá ẩm ướt hoặc không quá khô cằn. Chúng có thể sinh sống trong nhiều môi trường khác nhau từ khu vực chăn thả quá mức với cây bụi rậm rạp đến rừng thưa ngập lũ. Cây xanh thuộc chi Brachystegia và Combretum phổ biến tại các khu vực này. Linh dương đầu bò xanh có thể chịu đựng nơi khô cằn miễn rằng có nguồn cung cấp nước uống, thường trong khoảng cách 15–25 km (9,3–15,5 mi). Ranh giới phía nam của linh dương đầu bò xanh dừng lại ở sông Orange, trong khi ranh giới phía tây giáp hồ Victoria và núi Kenya. Phạm vi không bao gồm vùng núi hay đồng cỏ ôn đới. Hiếm khi loài này sinh sống ở độ cao vượt quá 1.800–2.100 m (5.900–6.900 ft). Ngoại lệ, một quần thể nhỏ linh dương đầu bò Cookson xuất hiện tại thung lũng Luangwa (Zambia), linh dương đầu bò vắng mặt tại những vùng ẩm ướt thuộc quốc gia trảng cỏ phía nam, đặc biệt vắng mặt ở rừng miombo.

## Di cư

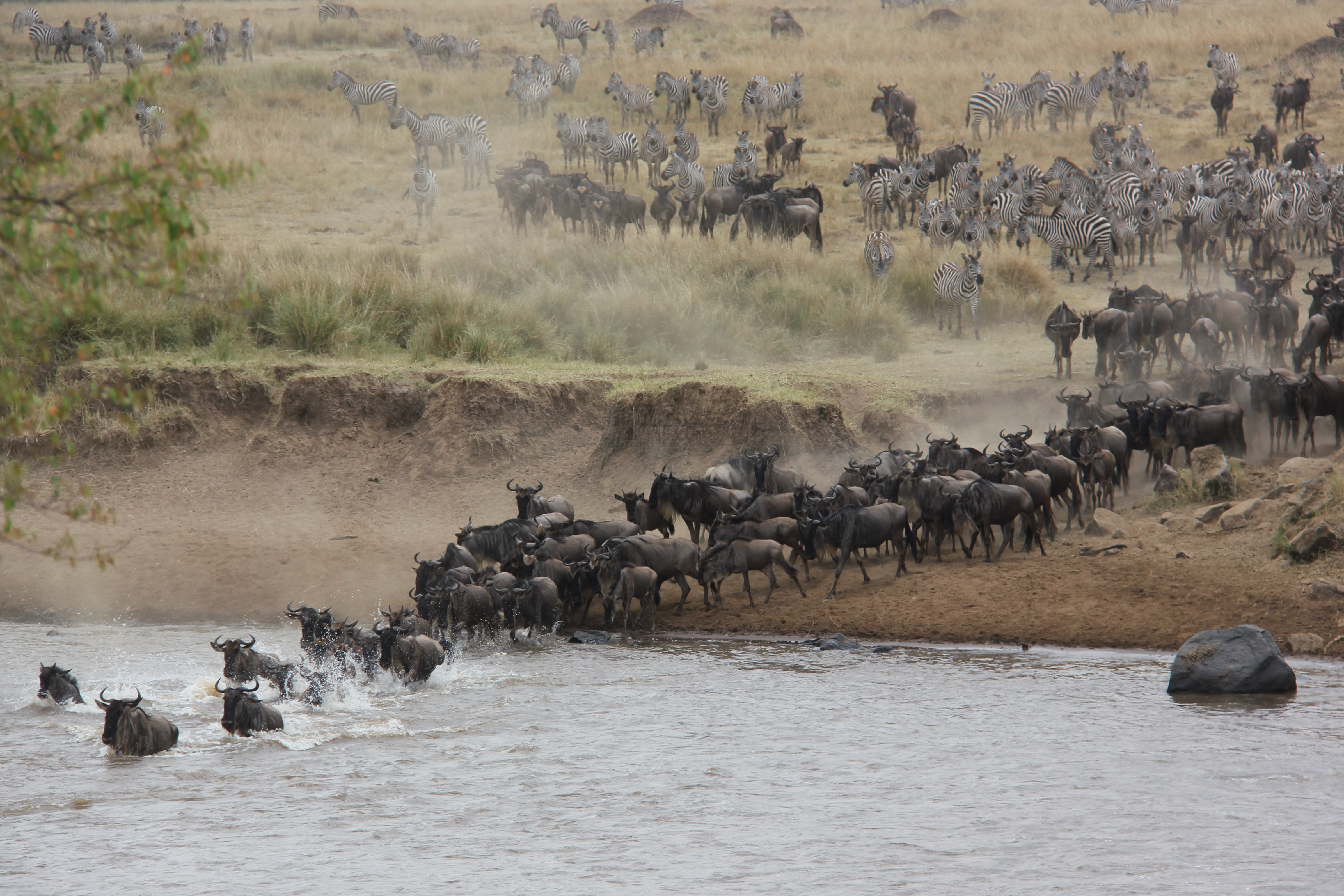
Linh dương đầu bò vượt sông Mara đầy cá sấu khi di cư

Hằng năm, ba quần thể linh dương đầu bò xanh châu Phi tham gia vào hành trình di cư đường dài, thời gian ước tính trùng với mô hình lượng mưa và lượng cỏ mọc trên đồng bằng cỏ thấp, nơi chúng có thể tìm được cỏ xanh giàu dinh dưỡng cần thiết cho quá trình tiết sữa và sự phát triển của con non. Thời gian di cư theo cả hai hướng có thể thay đổi đáng kể theo từng năm. Vào cuối mùa mưa, chúng di cư rời khỏi khu vực mùa khô do thiếu nước uống. Khi mùa mưa bắt đầu trở lại sau đó vài tháng, chúng quay lại phạm vi mùa mưa. Quá trình di chuyển và tiếp cận nguồn cỏ xanh giàu dinh dưỡng để sinh sản cho phép các quần thể linh dương đầu bò di cư phát triển với số lượng lớn hơn nhiều so với quần thể cư trú. Nhiều quần thể di cư đường dài đã tồn tại cách đây 100 năm, nhưng hiện tại, tất cả ngoại trừ ba cuộc di cư (Serengeti, Tarangire và Kafue) đã bị gián đoạn, cắt đứt và mất tích.
Vào khoảng tháng 6, khi mùa khô bắt đầu, nắng nóng khiến đồng cỏ Serengeti tại Tanzania trở nên khô héo, khiến linh dương bắt đầu di cư. Chuyến di cư diễn ra từ tháng 7 – 10 hàng năm, nhưng cao điểm vào tháng 8, ước tính có khoảng 1,5 triệu linh dương di cư vượt sông. Điểm đến của chúng là những đồng cỏ xanh tốt ở khu bảo tồn quốc gia Maasai Mara tại Kenya. Đôi khi hành trình di cư này được gọi là "cuộc di cư vòng tròn" vì chúng di chuyển quanh vùng Serengeti theo mùa mưa nhằm tìm kiếm đồng cỏ xanh tươi với quãng đường di chuyển lên đến gần 3.000 km. Trong hành trình này, chúng phải vượt qua dòng sông Mara đầy rẫy cá sấu sông Nile chờ sẵn. Khoảng 250.000 con linh dương chết mỗi năm trong các cuộc di cư này.

## Đe dọa và bảo tồn
Linh dương đầu bò xanh là con mồi cho sư tử, báo hoa, chó hoang châu Phi, linh cẩu và cá sấu sông Nile. Động vật ăn thịt là nguyên nhân chính gây tử vong. Chúng cũng dễ nhiễm dịch bệnh, dẫn đến suy giảm số lượng.
Yếu tố chính liên quan đến con người ảnh hưởng số lượng cá thể gồm có phá rừng quy mô lớn, suy kiệt nguồn nước, mở rộng khu định cư và săn trộm. Bệnh của gia súc nuôi nhà như bệnh ngủ có thể truyền đến động vật hoang dã, gây hại cho chúng. Công tác lắp dựng hàng rào gây cản trở đường di trú truyền thống giữa những ranh giới mùa mưa và mùa khô dẫn đến sự kiện tử vong hàng loạt khi linh dương bị cắt đứt nguồn nước cùng với khu vực gặm cỏ tốt mà chúng tìm kiếm trong thời kỳ hạn hán. Một nghiên cứu về yếu tố ảnh hưởng đến quần thể linh dương đầu bò tại hệ sinh thái Maasai Mara tiết lộ rằng quần thể đã giảm mạnh số lượng khoảng 80% so với 119.000 cá thể vào năm 1977 xuống còn 22.000 cá thể khi 20 năm sau đó. Nguyên nhân chính được cho là do sự mở rộng nông nghiệp, dẫn đến mất đi đồng cỏ ẩm ướt và phạm vi sinh sản, kiếm ăn truyền thống. Tương tự, đã xảy ra sự sụt giảm nghiêm trọng gần đây trong cuộc di cư của linh dương đầu bò Tarangire.
Tổng số linh dương đầu bò xanh ước tính được khoảng 1.550.000. Xu hướng số lượng tổng thể ổn định, số lượng tại Vườn quốc gia Serengeti (Tanzania) tăng lên khoảng 1.300.000. Phạm vi mật độ quần thể từ 0,15/km² tại công viên quốc gia Hwange và Etosha đến 35/km² tại công viên quốc gia miệng núi lửa Ngorongoro và Serengeti, nơi chúng phong phú nhất. Linh dương đầu bò xanh cũng đã được đưa vào một số trang trại thú săn tư nhân, khu dự trữ, khu vực bảo vệ. Nhờ đó, IUCN xếp linh dương đầu bò xanh là loài ít quan tâm. Tuy nhiên, số lượng linh dương đầu bò râu trắng miền đông (C. t. albojubatus) đã suy giảm số lượng đáng kể đến mức hiện nay chỉ còn 6.000 đến 8.000 cá thể, điều này gây ra một số mối lo ngại.

## Sử dụng và tương tác với con người
Là một trong những loài động vật ăn cỏ lớn tại miền nam và miền đông châu Phi, linh dương đầu bò xanh đóng một vai trò quan trọng cho hệ sinh thái và là con mồi chủ yếu cho động vật ăn thịt lớn như sư tử. Đó là một trong những loài động vật hút khách du lịch đến khu vực này để quan sát, do đó có tầm quan trọng kinh tế lớn cho khu vực. Linh dương đầu bò xanh theo truyền thống đã bị săn bắt lấy da và thịt. Da là mặt hàng thuộc da chất lượng tốt mặc dù thịt thô, khô và khá khó ăn.
Tuy nhiên, linh dương đầu bò xanh cũng có thể ảnh hưởng tiêu cực đến con người. Chúng có thể cạnh tranh với vật nuôi nhà nhiều thứ như cỏ xanh, nước và thậm chí có thể truyền bệnh hiểm nghèo như dịch tả trâu bò cho bò nhà, lan truyền dịch bệnh giữa các con vật. Linh dương cũng có thể lây lan bọ ve, giun phổi, sán dây, ruồi hay ký sinh giun dẹp.
Một phiến đá khắc cổ xưa trên đá bảng miêu tả một con vật rất giống với linh dương đầu bò xanh được khai quật. Phiến đá có niên đại khoảng 3.000 năm trước Công nguyên, được tìm thấy tại Hierakonopolis (Nekhen), nơi đã từng là thủ đô tôn giáo - chính trị của Thượng Ai Cập vào thời điểm bấy giờ. Đây có thể là bằng chứng cho biết loài động vật này từng sinh sống tại Bắc Phi và có liên hệ với người Ai Cập cổ đại.